# Bauhinia caloneura
Bauhinia caloneura är en ärtväxtart som beskrevs av Gustaf Oskar Andersson Malme. Bauhinia caloneura ingår i släktet Bauhinia och familjen ärtväxter. Inga underarter finns listade i Catalogue of Life.